# Liopholis modesta
Espèce
Synonymes
- Egernia whitei modesta Storr, 1968
- Egernia modesta Storr, 1968

Statut de conservation UICN

 LC  : Préoccupation mineure
Liopholis modesta est une espèce de sauriens de la famille des Scincidae.

## Répartition
Cette espèce est endémique d'Australie. Elle se rencontre au Queensland et en Nouvelle-Galles du Sud.

## Description
C'est un saurien vivipare.

## Publication originale
- Storr, 1968 : Revision of the Egernia whitei species-group (Lacertilia: Scincidae). Journal of the Royal Society of Western Australia, vol. 51, no 2, p. 51-62 (texte intégral).